# Energia
För fjärilsläktet Energia, se Energia (djur).
Energia (eller Energiya, från Ryska Энергия, vilket betyder Energi) var en sovjetisk raket ämnad för tung last. Energiaraketen var av engångstyp (jf.r. den amerikanska rymdfärjans boosterraketer) och hade kapacitet att placera 100 metriska ton i en låg omloppsbana.

## Utveckling
Energia designades av den då sovjetiska designbyrån NPO Energia (även kända som RKK Energiya) som en tung lyftraket samt som boosterraket för Buran, den Ryska rymdfärjan.
De är även involverade i arbetet med ISS.
Utvecklingen av Energia-/Buran-systemet påbörjades 1976 efter diskussioner beträffande den misslyckade N1-raketen, som sedermera skrotades till förmån för Energia. Utrustning och faciliteter som nyttjades för utvecklingen av N1-raketen övergick således till utvecklandet av Energia, bland annat den enorma hangar som kom att användas för att montera ihop raketerna.

## Användande

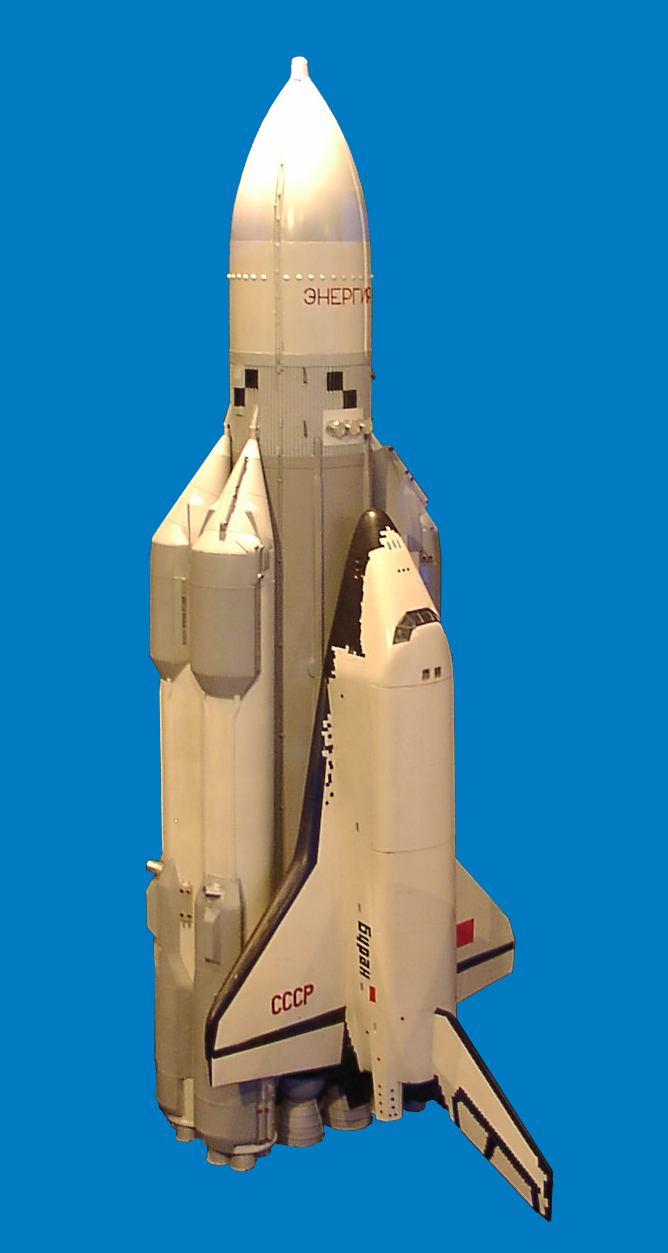
Model av Buranfärjan monterad på en Energiaraket.

- Den första uppskjutningen skedde den 15 maj 1987. Energiaraketen presterade som planerat men lasten, Polyus, gick förlorad efter ett missöde efter separeringen från bärraketen.
- Den andra uppskjutningen skedde den 15 november 1988 klockan 03:00 UTC. Lasten var då den obemannade Buranrymdfärjan. Både Energia och Buran utvecklades i ett strategiskt samarbete med USA.